# Wintermuggen
De wintermuggen (Trichoceridae) zijn een familie uit de orde van de tweevleugeligen (Diptera), onderorde muggen (Nematocera). Wereldwijd omvat deze familie zo'n 15 genera en 183 soorten.

## Taxonomie
De volgende taxa worden bij de familie ingedeeld:
- Geslacht  † Eotrichocera Kalugina in Kalugina & Kovalev, 1985
- Geslacht  † Tanyochoreta Zhang, 2006
- Onderfamilie  † Ewauristinae Shcherbakov & Azar, 2019[1]
  - Geslacht  † Ewaurista Shcherbakov & Azar, 2019[1]
    -  † Ewaurista pusilla Shcherbakov & Azar, 2019[1]
- Onderfamilie  † Kovalevinae
  - Geslacht  † Kovaleva
- Onderfamilie Paracladurinae
  - Geslacht Asdura Krzemińska, 2006
  - Geslacht Paracladura
  - Geslacht Zedura Krzemińska, 2005
- Onderfamilie Trichocerinae
  - Geslacht Diazosma Bergroth, 1913
  - Geslacht Nothotrichocera Alexander, 1926
  - Geslacht Trichocera Meigen, 1803
  - Geslacht  † Zherikhinina Krzemińska, Krzemiński & Dahl, 2009
  - Tribus Nothotrichocerini
  - Tribus Trichocerini

## In Nederland waargenomen soorten
- Genus: Trichocera
  - Trichocera annulata
  - Trichocera hiemalis
  - Trichocera maculipennis
  - Trichocera major
  - Trichocera parva
  - Trichocera regelationis - (Dooimug)
  - Trichocera rufescens
  - Trichocera saltator